# Donji Vratari
Donji Vratari (en serbe cyrillique : Доњи Вратари) est un village de Serbie situé dans la municipalité d'Aleksandrovac, district de Rasina. Au recensement de 2011, il comptait 250 habitants.

## Démographie
| 1948 | 1953 | 1961 | 1971 | 1981 | 1991 | 2002 | 2011 |
| ---- | ---- | ---- | ---- | ---- | ---- | ---- | ---- |
| 439  | 476  | 448  | 395  | 340  | 316  | 297  | 250  |

|  |